# Wolfsberg (Mitwitz)
Wolfsberg ist ein Gemeindeteil des Marktes Mitwitz im Landkreis Kronach (Oberfranken, Bayern).

## Geographie
Die Einöde liegt am Fuße des gleichnamigen Berges mit der Heunischenburg (483 m ü. NHN, 0,3 km nordöstlich) im Tal des Föritzbächleins (im Unterlauf Untere Föritz genannt). Ein Anliegerweg führt zur Bundesstraße 303 (0,2 km südöstlich), die nach Burgstall (0,6 km westlich) bzw. nach Gehülz (2,4 km östlich) führt.

## Geschichte
Gegen Ende des 18. Jahrhunderts gehörte Wolfsberg zur Realgemeinde Burgstall. Das Hochgericht übte das Halsgericht Mitwitz aus. Die Herrschaft Mitwitz war Grundherr des Einödgehöfts.
Mit dem Gemeindeedikt wurde Wolfsberg dem 1808 gebildeten Steuerdistrikt Mitwitz und der 1818 gebildeten Ruralgemeinde Mitwitz zugewiesen. 1856 wurde die Ruralgemeinde Burgstall geschaffen und Wolfsberg dieser zugewiesen. Am 1. Januar 1972 wurde Wolfsberg mit Burgstall im Zuge der Gebietsreform in Bayern wieder in die Gemeinde Mitwitz eingegliedert.

### Einwohnerentwicklung
| Jahr      | 001818 | 001861 | 001871 | 001885 | 001900 | 001925 | 001950 | 001961 | 001970 | 001987 |
| Einwohner |        | 5      | 5      | 14     | 11     | 8      | 8      | 3      | 6      | 6      |
| Häuser    | 2      |        |        | 2      | 2      | 2      | 1      | 1      |        | 1      |
| Quelle    | [ 5 ]  | [ 7 ]  | [ 8 ]  | [ 9 ]  | [ 10 ] | [ 11 ] | [ 12 ] | [ 13 ] | [ 14 ] | [ 1 ]  |

## Religion
Der Ort ist evangelisch-lutherisch geprägt und nach St. Jakob (Mitwitz) gepfarrt.